# Sminthurinus kaha
Sminthurinus kaha är en urinsektsart som beskrevs av Christiansen och Bellinger 1992. Sminthurinus kaha ingår i släktet Sminthurinus och familjen Katiannidae. Inga underarter finns listade i Catalogue of Life.